# Kyung-Hee-Universität
Koordinaten: 37° 35′ 48,3″ N, 127° 3′ 6,8″ O
Die Kyung-Hee-Universität (경희대학교) ist seit 1955 eine privatwirtschaftliche Universität in Südkorea. Sie ist eine von 36 Hochschulen (2009) in Seoul. Zusätzlich besitzt sie einen zweiten Campus Standort („Global Campus“) in der Vorstadt Suwon.

## Geschichte
Die Vorgeschichte der Hochschule beginnt mit der Gründung 1949 als staatlich registriertes „Shinheung Junior College“ in Seoul. Ab Januar 1959 wurde daraus ein vierjähriges College. Ab Februar 1955 wurde das College offiziell zur Universität aufgewertet.
Ab April 1965 eröffnete man das College für „Oriental Medicine“. Im Oktober 1971 kam das Kyung Hee „Medical Center“ dazu. Im Dezember 1973 gründete man das „East-West Medical Research Center“.
Im Juni 1978 eröffnete man das erste Museum für Naturgeschichte in Asien. Im September 1984 wurde der Kwangnung Campus dazuerworben und dort das „Graduate Institute of Peace Studies“ gegründet. Im Dezember 1993 erhielt dieses den UNESCO-Preis für Friedenspädagogik („Peace Education“). 
Im April 1997 gelang dem Kyung Hee Astronomie Observatorium die Entdeckung eines neuen Sterns, den man dann „Kyung Hee Star“ benannte. Der neue „Grand Peace Palace“ wurde im Oktober 1999 eingeweiht mit dem „Asia Cultural Art Festival“. Einen Monat später öffnete man die Hochschule für abendlich laufende Studiengänge, so dass Berufstätige sie nutzen können.
Im September 2000 wurde die Hochschule als „Superior Academic University“ vom südkoreanischen Bildungsministerium anerkannt. Einen Monat später wurde die neu errichtete Universitätsbibliothek eingeweiht.

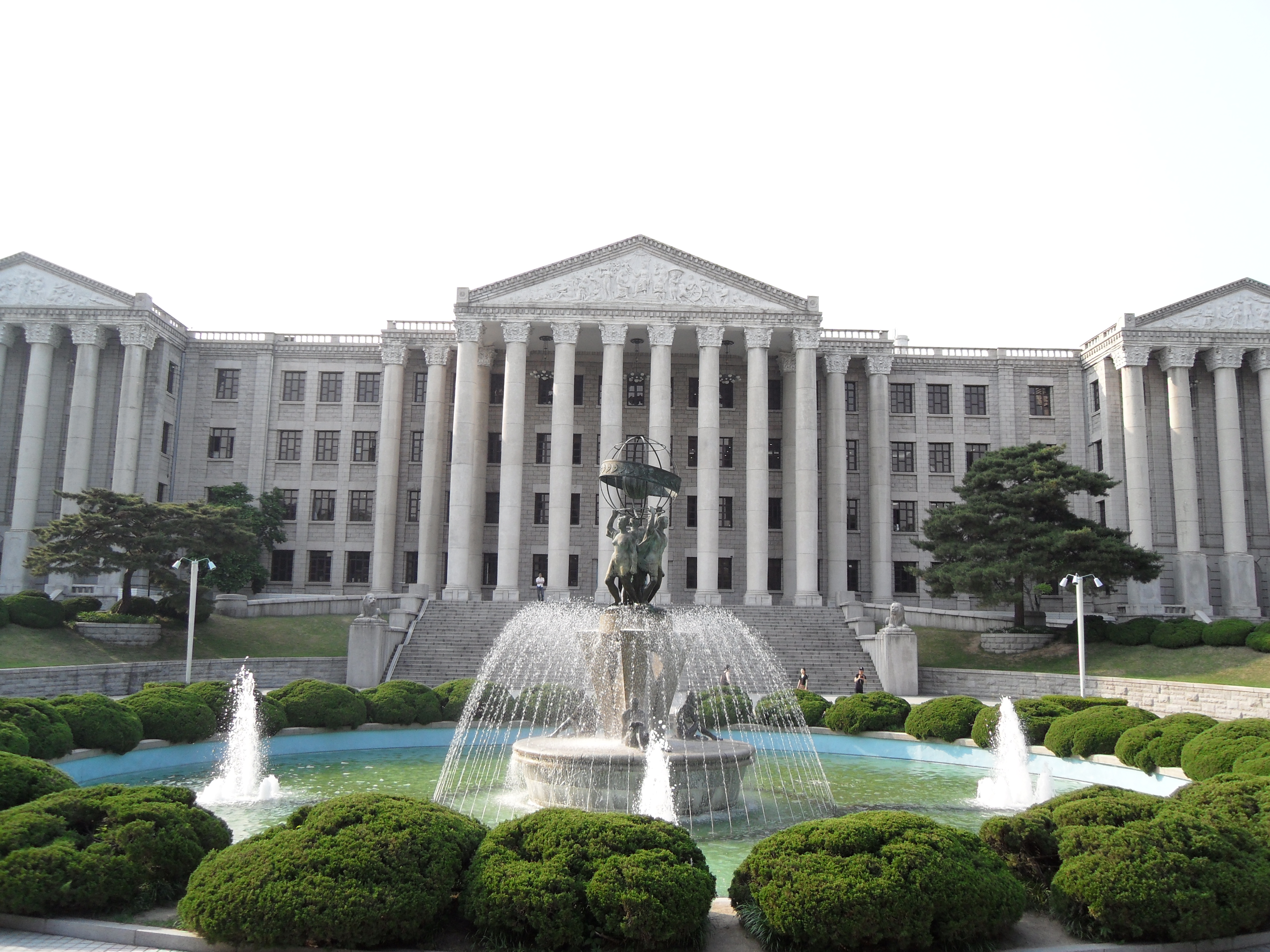
Verwaltungsgebäude

Im Mai 2005 meldeten IT-Medien, die Kyung Hee Universität habe zusammen mit Universal Display Corp. ein transparentes HiTech-Display entwickelt.
Seit Juli 2008 gibt es ein Kooperations- und Austauschprogramm des Instituts für Umwelt- und Technikrecht der Universität Trier mit den Rechtswissenschaftlern der Kyung Hee Hochschule. Zu den anderen Partneruniversitäten in Europa gehören die Universität Cambridge, die Universität Paris und die Hochschule für Wirtschaft in Moskau.
Der Campus der Kyung Hee Universität ist für seine Weitläufigkeit und Schönheit bekannt. Besonders im Frühling, wenn die Kirschbäume blühen, ist er ein beliebter Ausflugs- und Treffpunkt für die Anwohner. Der Weg vom Haupttor zum Hauptgebäude ist von Kirschbäumen gesäumt, und die Rasenfläche mit dem Brunnen vor dem Hauptgebäude gehört zur klassischen Spazierroute.
Die Kyung Hee Universität versteht sich weniger als eine ‚moderne Universität‘ im klassischen Sinne, sondern vielmehr als eine akademische Forschungseinrichtung. Dies zeigt sich auch im ersten Vers der Universitätshymne, der mit den Worten beginnt: ‚Friedliche akademische Forschung, mit allen Kräften gewidmet.‘ Gleichzeitig offenbart jedoch ein Blick auf die Fachbereichsstruktur deutlich pragmatische Züge: Die Universität bietet zahlreiche spezialisierte Studiengänge an, die an anderen Hochschulen in Seoul kaum zu finden sind – etwa Hotelmanagement, Culinary Industry, Information Display oder Rechnungs- und Steuerwesen.

## Bachelor-Studiengänge

### Seoul-Campus
- College of Humanities
- College of Law
- College of Politics & Economics
- College of Business Administration

Die Fakultät zeichnet sich jedes Jahr durch herausragende Leistungen bei der Wirtschaftsprüferprüfung aus. Bei der staatlichen CPA-Prüfung (Certified Public Accountant) gehört sie kontinuierlich zur Spitzengruppe der Universitäten mit den meisten erfolgreichen Absolventinnen und Absolventen. Im Jahr 2018 belegte sie den 6. Platz bei der Anzahl der CPA-Besteher.
Auch innerhalb der Kyung Hee Universität zählt dieser Studiengang konstant zu denjenigen mit den besten Zulassungsergebnissen.
- College of Hotel & Tourism Management

Das Studienfach Hotelmanagement gehört zu den drei renommiertesten Fachrichtungen an der Kyung Hee Universität und nimmt dort eine fest etablierte Spitzenstellung ein. Aufgrund seiner führenden Position unter den Hotel- und Tourismusfakultäten in Südkorea gelingt es den meisten Studierenden, eine Anstellung in einem der nationalen Fünf-Sterne-Hotels zu finden. Darüber hinaus eröffnet der Bachelorabschluss in Betriebswirtschaftslehre gute Chancen auf eine Karriere in Großunternehmen. In jüngerer Zeit ist zudem eine steigende Zahl an erfolgreichen Absolventinnen und Absolventen bei den Prüfungen für den CPA (Wirtschaftsprüfer) und Steuerberater zu verzeichnen.
- College of Sciences[4]
- College of Human Ecology
- College of Korean Medicine[5]

Seit der Gründung der Universität gilt die Fakultät kontinuierlich als das Aushängeschild der Kyung Hee Universität und spielt zugleich die Rolle der ältesten Hochschule für Koreanische Medizin in Südkorea. Ihr Ursprung liegt im Dongyang College of Oriental Medicine, der ersten Bildungseinrichtung für Koreanische Medizin nach der Befreiung.
- College of Medicine
- College of Dentistry
- College of Pharmacy
- College of Nursing Science
- College of Music
- College of Fine Arts
- College of Arts & Design
- Faculty of General Education.
- Institute of International Education IIE[6]

### Global Campus
- College of Electronics & Information
- College of Engineering
- College of Applied Science
- College of Life Sciences
- College of Management & International Relations
- College of Foreign Languages & Literature
- College of Art & Design
- College of Physical Education

Die Kyung Hee Universität verfügt über die erste Fakultät für Sportwissenschaften in Südkorea. Darüber hinaus war die Fakultät für Sport bereits seit der Gründung der Universität ein fester Bestandteil und zählt – auch auf dem Campus in Seoul – zu den ältesten Fakultäten der Hochschule. Aufgrund ihrer langen Geschichte sind zahlreiche Absolventinnen und Absolventen der Kyung Hee Universität heute in führenden Positionen in nationalen Sportverbänden und Sportunternehmen tätig. Auch in Bezug auf die Zulassungsvoraussetzungen gehört die Fakultät für Sportwissenschaften zu den Spitzenreitern unter den Sporthochschulen des Landes.
Die Fakultät entwickelte sich aus dem ursprünglichen Studiengang Sportwissenschaften und umfasst heute fünf Studiengänge: Sportwissenschaften, Golfmanagement, Sportmedizin, Sports Coaching und Taekwondo.
- Faculty of General Education
- College of International Studies

## Graduiertenprogramme

### Seoul Campus
- School of Medicine[7]
- School of Dentistry[8]
- Graduate School of Oriental Medicine[9]
- Law School[10]

### Global Campus
- Graduate School of Pan-Pacific International Studies[11] (englisch)

### Gwangneung Campus
- Graduate Institute of Peace Studies[12] (englisch)

## Forschungsinstitute
- Kyung Hee Medical Center[13] (Medical Hospital, Dental Hospital, Oriental Medicine Hospital)
- International Studies of Oriental Medicine[14]